# Desafinado/La stella del desiderio
Desafinado/La stella del desiderio è un singolo di Katyna Ranieri, pubblicato nel 1962.

## Descrizione
Il brano sul lato A è la cover di Desafinado, mentre il brano sul retro è la cover di The Wishing Star, dalla colonna sonora del film Taras il magnifico di John Lee Thompson, incisa in originale da Ray Anthony e inclusa nel suo album Charade and Other Top Themes.

## Tracce
LATO A
1. Desafinado (testo: Giorgio Calabrese – musica: Antônio Carlos Jobim)

LATO B
1. La stella del desiderio (testo: Umberto Bertini – musica: Franz Waxman)